# Jay Stansfield
Jay Stansfield, né le 24 novembre 2002 à Tiverton, est un footballeur anglais qui évolue au poste d'attaquant à Birmingham City.

## Biographie

### En club
Formé à Exeter City, le 4 janvier 2021 Stansfield fait ses débuts pour Fulham lors d'un match de la Coupe d'Angleterre contre Aston Villa.
Le 2 septembre 2022, il est prêté pour une saison à Exeter City.
Le 24 août 2023, il est prêté pour une saison à Birmingham City.
Le 30 août 2024, il retourne à Birmingham City sous la forme d’un transfert définitif. Il s’engage pour sept saisons.

### En sélection nationale
Il fait ses débuts en équipe d'Angleterre espoirs le 18 novembre 2023 lors d'un match contre la Serbie.

## Palmarès

### En club
Birmingham City
- League One (1) :
  - Champion en 2025
- EFL Trophy
  - Finaliste en 2025

### En sélection nationale
- Angleterre espoirs
  - Vainqueur du championnat d'Europe espoirs en 2025.